# Біляковка (Горноуральський міський округ)
Біляко́вка (рос. Беляковка) — присілок у складі Горноуральського міського округу Свердловської області.
Населення — 318 осіб (2010, 357 у 2002).
Національний склад станом на 2002 рік: росіяни — 94 %.